# Total Recall
Ne doit pas être confondu avec Total Recall : Mémoires programmées, le remake de 2012, ni avec le livre Total Recall: My Unbelievably True Life Story
Pour plus de détails, voir Fiche technique et Distribution.
Total Recall ou Voyage au centre de la mémoire au Québec est un film de science-fiction américain réalisé par Paul Verhoeven, sorti en 1990. Il s'agit de l'adaptation de la nouvelle Souvenirs à vendre (We Can Remember It for You Wholesale) de Philip K. Dick.
En 2084, Douglas Quaid mène une vie tranquille. Il ne se sent cependant pas à sa place et rêve très fréquemment de Mars alors qu'il ne s'est jamais rendu sur cette planète. Obsédé par ce rêve, il est intéressé par les offres de la société Rekall qui propose à ses clients l'implant de souvenirs factices. Il décide de se faire implanter un souvenir chez Rekall. C'est alors que sa vie change brusquement.

## Synopsis
En 2084, Mars est colonisée et exploitée pour le turbinium enfoui dans son sous-sol. La planète est tyranniquement administrée par Vilos Cohaagen, qui contrôle les mines et l'approvisionnement en oxygène.
Sur Terre, Douglas Quaid mène une vie tranquille : il a un travail, des amis et une femme, Lori. Cependant, il ne se sent pas à sa place et rêve très fréquemment de Mars, se voyant explorer la colonie en scaphandre, en compagnie d'une femme brune, alors qu'il avoue lui-même ne jamais être allé sur cette planète.
Obsédé par ce rêve récurrent, il semble intéressé par les offres de la société Rekall qui propose à ses clients l'implant de souvenirs factices, qui paraissent aussi réels que de vrais souvenirs. Contre l'avis de sa femme et malgré les avertissements de son meilleur ami Harry, qui a entendu parler d'un client lobotomisé accidentellement, il décide de se faire implanter un souvenir chez Rekall.
Alors que Quaid discute du souvenir à implanter avec l'employé de Rekall, il choisit sans hésitation la planète Mars comme destination de son souvenir. Bien qu'initialement réticent à payer des options supplémentaires, il accepte de le faire pour des souvenirs sortant de l'ordinaire, dans lesquels il pourrait être autre chose que lui-même : sportif célèbre, milliardaire, playboy, agent secret. Tenté, Quaid répond alors à un questionnaire qui aidera Rekall à programmer le meilleur souvenir possible pour lui : il sera un agent secret, poursuivi par des tueurs, découvrira un secret concernant des artefacts extraterrestres. Surtout, il luttera auprès d'une belle femme brune, qui ressemble fortement à celle de son rêve récurrent.
Quaid étant prêt à recevoir son souvenir, il est endormi afin de procéder à l'opération. Peu de temps après le début de l'intervention, les employés se retrouvent avec un Quaid enragé, qui leur demande de le laisser partir car sa couverture d'agent infiltré a été découverte et que d'autres agents vont venir les tuer.
Pour le responsable de Rekall, Quaid s'est réveillé pendant l'implantation du souvenir en mémoire et est en train de rêver éveillé. L'employée responsable de l'opération annonce que cela est impossible car le rêve n'a pas encore été implanté chez Quaid.
Quaid est alors drogué et jeté inconscient dans un robotaxi, son dossier ayant été auparavant effacé chez Rekall.
Note : à partir de ce moment, le scénario du film diffère radicalement de la nouvelle de Philip K. Dick
Quaid se réveille alors sans aucune idée de ce qui a pu lui arriver. Alors qu'il rentre chez lui, il croise son ami Harry et un groupe d'hommes qui lui reprochent d'une manière très agressive d'être allé chez Rekall. Quaid est alors attaqué par Harry et par les hommes qui l'accompagnent. Après un combat rapide, Quaid les tue tous, malgré lui et à sa grande surprise.
Quaid rentre chez lui et raconte toute l'histoire à sa femme, qui lui dit qu'il a rêvé et que rien de tout ça n'est vrai. Après avoir constaté le sang sur les mains de Quaid, elle réalise qu'il dit vrai et l'attaque sans explication. Elle est rapidement maîtrisée par Quaid et lui avoue qu'elle fait partie de l'Agence, qu'il n'est pas Doug Quaid, que sa mémoire a été effacée et qu'on lui a fait d'autres implants dans lesquels il est marié avec elle.
Doug n'a pas le temps d'obtenir plus d'explications car il se rend compte que Lori est en train d'essayer de gagner du temps, permettant à des hommes de main dirigés par Richter de venir l'éliminer. Quaid leur échappe de justesse et s'enfuit.
Il est contacté par une personne qui prétend l'avoir connu auparavant et lui laisse une mallette que Quaid lui avait confiée, dans laquelle il découvre de l'argent, des papiers d'identité, un ordinateur portable et d'autres objets.
Dès l'allumage de l'ordinateur, il aperçoit un message vidéo enregistré par lui-même. Son alter ego vidéo lui apprend qu'il s'appelle en réalité Hauser, qu'il a travaillé pour Cohaagen sur Mars, qu'il y a découvert d'importantes choses concernant les mines martiennes, qu'il a aidé la résistance luttant contre Cohaagen mais qu'il a été attrapé et que la mémoire d'Hauser a été remplacée par celle de Quaid. De plus, le message vidéo lui indique comment enlever le mouchard qu'il a dans le crâne qui permet aux hommes de Cohaagen de le localiser aisément, et finit par lui dire qu'il doit se rendre sur Mars afin de recontacter la résistance.
Arrivé sur Mars, il sème la milice locale et les hommes de Cohaagen et prend une suite au Hilton, hôtel dans lequel il aurait déjà séjourné sous le nom de Brubaker. Suivant un indice laissé apparemment par lui-même dans son coffre personnel à l'hôtel, Quaid part dans le quartier chaud de la colonie martienne, Venusville, quartier exposé aux radiations martiennes causées par l'exploitation de turbinium, radiations engendrant des mutations sur les habitants non protégés. Il y rencontre la femme qu'il voyait dans ses rêves : Melina, avec qui il aurait eu une relation. Le croyant mort, tué par Cohaagen, et ne lui pardonnant pas de s'être enfui sans la prévenir, Melina ne croit pas les explications de Quaid qui prétend que sa mémoire a été effacée et qu'il ne se souvient de rien, et le chasse.
De retour au Hilton, Quaid reçoit la visite d'un homme se présentant comme le docteur Edgemar. Ce dernier lui explique que la procédure d'implantation du souvenir s'est mal passée, qu'il est toujours sur le siège de chez Rekall en train de rêver. Edgemar apprend à Quaid qu'il est bloqué dans son propre délire, qu'il invente son rêve au fur et à mesure qu'il le vit et qu'il souffre d'une schizo-embolie. Edgemar a été implanté dans le rêve de Quaid afin de le raisonner et, pour appuyer ses dires, il lui démontre que tout ce qui s'est passé jusqu'à présent n'était simplement que ce qu'il avait commandé chez Rekall : sa couverture d'agent secret, les tueurs, Mars, Melina… Cependant, il faut arrêter le rêve avant que Quaid ne subisse des dégâts irréversibles au cerveau. Il fait entrer Lori qui confirme tout et assure Quaid de son amour, l'implorant de revenir à la raison et de reprendre le cours de sa vie. Quaid réfléchit et s'enquiert de la manière dont il devrait procéder en admettant cette explication. Edgemar lui présente alors une gélule rouge qui, une fois prise, l'endormirait dans son rêve supposé, manifestant son désir de retour au réel. Quaid hésite et braque son arme sur la tempe du docteur, lui demandant si le fait de presser la détente aurait des conséquences alors que tout ceci n'est qu'un rêve. Edgemar lui affirme qu'elles seraient désastreuses non pour lui-même mais pour Quaid, qui finirait alors définitivement prisonnier de ses hallucinations, lui faisant risquer inexorablement la schizophrénie à court terme. Edgemar prédit à Quaid une psychose remplie d'aventures délirantes qui en résulteraient s'il refuse la pilule : Quaid deviendrait le « sauveur » de Mars et le chef des rebelles, puis brusquement le bras droit de Cohaagen puis fera des rêves insensés de civilisations extraterrestres... alors qu'en réalité, sur Terre, il finirait lobotomisé. Quaid place la pilule dans sa bouche mais prétend plutôt mal de l'avaler. On lui intime alors de le faire car le subterfuge ne prend pas. Il aperçoit alors une goutte de sueur couler sur la joue d'Edgemar, trahissant la nervosité d'un personnage bien réel et la rouerie de ses propos. Quaid l'abat froidement avant de lui recracher la gélule à la figure. Des hommes de main de Cohaagen envahissent alors la chambre et Quaid est capturé. Alors qu'il sort de l'hôtel, Melina (qui finalement a cru Quaid) vient à sa rescousse. Quaid tue Lori d'une balle dans la tête et prend la fuite avec Melina avant que Richter et ses hommes ne puissent le tuer.
De retour à Venusville, Melina apprend à Quaid que Kuato, le chef de la résistance, serait capable d'extraire les informations cruciales que Quaid a en tête. Retrouvés par Richter et ses hommes, Melina et Quaid s'enfuient dans le taxi de Benny, un mutant martien, et se réfugient dans la cache secrète de la résistance. Quaid discute alors avec George qui le conduit dans une salle sécurisée où il doit le présenter à Kuato. Celui-ci s'avère être en fait un mutant siamois logeant dans le ventre de George. Il lit alors l'esprit de Quaid et découvre la vérité sur les mines martiennes, qui abritent un gigantesque réacteur d'origine extraterrestre.
La cache de la résistance est prise d'assaut par la milice martienne, Quaid et Melina sont faits prisonniers et emmenés chez Cohaagen. Kuato est tué mais annonce alors à Quaid avant de mourir qu'il doit activer le réacteur. Chez Cohaagen, ce dernier montre un message vidéo à Quaid dans lequel les deux sont amis et apprend que toute l'histoire de Quaid, sa mémoire effacée, la mallette, n'étaient qu'un piège tendu par Cohaagen et lui pour leurrer les télépathes de la résistance martienne et de permettre à Hauser d'infiltrer et détruire une bonne fois pour toutes la résistance martienne.
Quaid est alors de nouveau installé sur une machine Rekall afin qu'on lui réimplante la mémoire d'Hauser, pendant que d'autres employés de Cohaagen s'apprêtent à effacer la mémoire de Melina. Quaid et Melina réussissent cependant à s'enfuir et partent à la recherche du réacteur. Après avoir tué Benny (qui était en réalité un agent de Cohaagen), Richter et les hommes de Cohaagen, Melina et Quaid arrivent sur le site extraterrestre. Cohaagen les rejoint et leur explique que la machine extraterrestre n'est en fait qu'une machine à terraformer géante et que son activation transformerait la calotte glaciaire martienne en une atmosphère respirable pour tous, ce à quoi il s'oppose fortement car il y perdrait le contrôle de la planète, étant le seul fournisseur d'air de Mars.
Alors que Cohaagen menaçait de faire exploser la salle contrôlant l'activation de la machine, Quaid s'empare des explosifs et les jette dans une conduite d'aération. La brèche ouverte crée une dépressurisation qui aspire tout au dehors. Cohaagen est projeté sur la surface martienne sans scaphandre et meurt d'asphyxie et de décompression. Avant d'être aspiré sur la surface avec Melina, Quaid réussit à activer la machine. Ils sont projetés à leur tour au dehors, leurs visages se contractent aussi sous la décompression et l'asphyxie, mais ils sont sauvés in extremis par la vague d'air respirable crachée par la machine extraterrestre.
Mars est terraformée et Venusville libérée du joug de Cohaagen. Quaid embrasse Melina en se demandant si tout cela était un rêve ou la réalité.

## Fiche technique
Sauf indication contraire, les informations mentionnées dans cette section peuvent être confirmées par la base de données cinématographiques IMDb,  présente dans la section « Liens externes ».
- Titre original et français : Total Recall
- Titre québécois : Voyage au centre de la mémoire
- Réalisation : Paul Verhoeven
- Scénario : Ronald Shusett, Dan O'Bannon et Gary Goldman sur l'histoire adaptée par Ronald Shusett, Dan O'Bannon et Jon Povill, d'après la nouvelle Souvenirs à vendre de Philip K. Dick
- Musique : Jerry Goldsmith
- Direction artistique : José Rodríguez Granada et James E. Tocci
- Décors : William Sandell
- Costumes : Erica Edell Phillips
- Photographie : Jost Vacano
- Montage : Carlos Puente et Frank J. Urioste
- Production : Buzz Feitshans (en) et Ronald Shusett
- Société de production : Carolco Pictures
- Distribution : TriStar (États-Unis), Canal+ Droits Audiovisuels / Columbia TriStar (France)
- Budget : 65 millions de dollars[1]
- Pays de production :  États-Unis
- Langue originale : anglais
- Format : couleur - 1,85 : 1 - Dolby Surround - 35 mm
- Genre : science-fiction, action
- Durée : 113 minutes
- Dates de sortie :
  - États-Unis : 1er juin 1990
  - Belgique, France, Suisse romande : 17 octobre 1990
- Classification[2] :
  - États-Unis : R - Restricted
  - France : interdit aux moins de 12 ans

## Distribution
- Arnold Schwarzenegger (VF : Daniel Beretta) : Douglas « Doug » Quaid / Carl Hauser
- Rachel Ticotin (VF : Véronique Augereau) : Melina
- Sharon Stone (VF : Michèle Buzynski) : Lori Quaid
- Michael Ironside (VF : Richard Darbois) : Richter
- Ronny Cox (VF : Gabriel Cattand) : Vilos Cohaagen
- Marshall Bell (VF : Michel Papineschi) : George / Kuato
- Mel Johnson Jr. (VF : Umbañ U Kset) : Benny
- Michael Champion (VF : Jean-Pierre Moulin) : Helm
- Roy Brocksmith (VF : Jacques Ciron) : Dr Edgemar
- Ray Baker (VF : Michel Derain) : Bob McClane
- Robert Costanzo (VF : Jean-Claude Robbe) : Harry
- Rosemary Dunsmore (VF : Nicole Favart) : Dr Renada Lull
- Dean Norris : Tony
- David Knell (VF : Alexandre Gillet) : Ernie
- Robert Picardo (VF : Georges Caudron) : Johnnycab (voix)
- Lycia Naff (VF : Véronique Alycia) : Mary, la prostituée à trois seins dans le bar martien
- Alexia Robinson : Tiffany la secrétaire de Bob McClane
- Priscilla Allen (VF : Liliane Gaudet) : la femme forte à la douane
- Ken Gildin (VF : Éric Missoffe) : l'employé de l'hôtel Hilton
- Paula McClure (VF : Martine Meiraghe) : la journaliste TV
- Michael LaGuardia (VF : Pierre Hatet) : l'homme à la valise
- Debbie Lee Carrington : Thumbelina, la prostituée naine dans le bar martien
- Sasha Rionda : la petite fille mutante
- Monica Steuer : la mère de la petite fille mutante
- voix additionnelles : Gilbert Lévy, Alexandre Gillet

## Production

### Genèse, développement et attribution des rôles
Le scénario est adapté de la nouvelle Souvenirs à vendre (We Can Remember it for You Wholesale) de Philip K. Dick, publiée en 1966. Ronald Shusett et Dan O'Bannon débutent l’écriture dans les années 1970. Ils se rendent cependant compte que leur projet est très ambitieux, coûteux et difficilement réalisable avec les effets spéciaux de l'époque. Ils développent finalement un autre scénario qui deviendra Alien, le huitième passager (1979) de Ridley Scott. Le projet passe ensuite de studio en studio. Au milieu des années 1980, il est acquis par le producteur italien Dino De Laurentiis, qui envisage alors Richard Dreyfuss dans le rôle principal. Patrick Swayze, fraichement auréolé du succès de Dirty Dancing, est également envisagé. En 1987, le projet est sur le point de se concrétiser : Dino De Laurentiis veut en faire la première production de sa compagnie DEG tournée sur la Gold Coast en Australie avec Bruce Beresford comme réalisateur, d'après le script de Ronald Shusett et Dan O'Bannon. Mais cette version ne se fera finalement pas.
Le scénario parvient ensuite entre les mains du réalisateur David Cronenberg, qui abandonne alors le projet La Mouche. David Cronenberg réécrit plusieurs fois le script de Ronald Shusett et Dan O'Bannon et envisage William Hurt dans le rôle principal. Il quitte finalement le projet pour divergences artistiques car il souhaite plutôt un hommage à Philip K. Dick plutôt qu'un simple film d'action comme le souhaitent les producteurs. David Cronenberg retourne donc sur le projet La Mouche qui sort en 1986. Cependant, certaines de ses idées seront conservées dans le scénario final comme les mutants de Mars et le personnage de Kuato (Quato dans son scénario).
À la suite de l'échec au box-office de Dune (1984, David Lynch), Dino De Laurentiis se désintéresse du projet. Cela permet alors à Arnold Schwarzenegger, qui avait déjà tenté d'obtenir le rôle principal, de reprendre en main le projet. L'acteur avait entendu parler de Total Recall durant le tournage de Le Contrat (1986), distribué par De Laurentiis Entertainment Group. Arnold Schwarzenegger tente alors de développer Total Recall avec le producteur Joel Silver, sans succès. L'acteur autrichien parvient finalement à convaincre Carolco Pictures d'acheter les droits,. L'acteur obtient un contrôle créatif important sur le projet et choisit lui-même Paul Verhoeven comme réalisateur, après avoir été impressionné par RoboCop (1987) — Arnold Schwarzenegger avait été envisagé pour le rôle-titre. À cette époque, le script de Total Recall a déjà connu plus de 40 versions mais il pèche toujours sur le troisième acte. Arnold Schwarzenegger fait alors appel au scénariste Gary Goldman pour écrire avec Ronald Shusett le script final,. Paul Verhoeven fait quant à lui appel à plusieurs collaborateurs de RoboCop : l'acteur Ronny Cox, le directeur de la photographie Jost Vacano, le chef décorateur William Sandell, le monteur Frank J. Urioste et le maquilleur Rob Bottin.

### Tournage
Le tournage se déroule de mars à août 1989. Il a lieu à Mexico, notamment dans le métro de la ville pour les passages qui se déroulent sur Terre, et dans les studios Churubusco de Mexico pour les séquences martiennes,. Les scènes extérieures martiennes ont été tournée dans la Valley of Fire.

### Musique
Jerry Goldsmith a également interprété les jingles commerciaux et la musique de l'ascenseur entendus dans le film, et le compositeur Bruno Louchouarn a fourni des compositions supplémentaires entendues sur Mars.

## Accueil
Total Recall reçoit un accueil critique globalement favorable, recueillant 84 % de critiques positives, avec une note moyenne de 7,3/10 et sur la base de 51 critiques collectées, sur le site agrégateur de critiques Rotten Tomatoes. Sur Metacritic, il obtient un score moyen de 57/100 sur la base de 17 critiques collectées.
Le film a connu un important succès commercial, rapportant environ 261 317 000 $ au box-office mondial, dont 119 394 000 $ en Amérique du Nord, pour un budget de 65 000 000 $. En France, il a réalisé 2 360 003 entrées. Il totalise plus de 260 millions de dollars au box-office dans le monde.

## Distinctions principales
- Nomination à l'Oscar du meilleur son (Nelson Stoll, Michael J. Kohut, Carlos DeLarios, Aaron Rochin) et des meilleurs effets sonores (Stephen Hunter Flick) en 1991
- Prix du meilleur film de science-fiction et des meilleurs costumes (Erica Edell Phillips), ainsi que nomination au prix du meilleur réalisateur, meilleur scénario, meilleur acteur (Arnold Schwarzenegger), meilleur second rôle féminin (Rachel Ticotin), meilleure musique, meilleurs maquillages et meilleurs effets-spéciaux, lors des Saturn Awards 1991 décernés par l'Académie des films de science-fiction, fantastique et horreur
- Nomination au prix des meilleurs effets-spéciaux lors des BAFTA Awards 1991
- Nomination au Prix Hugo 1991 du meilleur film
- Prix de la meilleure musique lors des BMI Film and TV Awards 1991

## Commentaires
Conformément à l'univers de Philip K. Dick, il n'est pas facile de trancher entre la réalité et le délire. Des indices semblent donnés aussi bien pour accréditer l'une des vues que l'autre.
Cette adaptation cinématographique respecte l'univers de Philip K. Dick dans le sens où le protagoniste perd non seulement ses repères avec la réalité, mais aussi avec lui-même : 
- perte avec lui-même : s'est-il programmé une couverture à la seule fin de mieux trahir la résistance sur Mars, et donc trahissant du même coup une identité qu'il s'est confiée ? Cette dernière question appelle un questionnement philosophique : trahirait-on son prochain, ou pire, son futur soi-même, en fonction des souvenirs que l'on a ? En ce sens, le film se rapproche de Memento, où la mémoire est questionnée quant au rôle qu'elle joue dans les actions du protagoniste principal. Si les souvenirs sont malléables, effacés ou erronés, à dessein ou pas, quel est le sens des actions actuelles ?
- perte avec la réalité : qu'est-ce qui est virtuel : ses souvenirs au début du film ou bien ses aventures, implantés par Recall, suivant exactement le scénario qu'il avait choisi, ses aventures étant de plus en plus manichéennes et invraisemblables au fur à mesure qu'il s'enfonce dans son délire ? Après avoir longtemps fait planer le doute, Paul Verhoeven a déclaré : « Total Recall est un voyage à travers l’esprit humain. Le spectateur, croyant assister à une SF classique, sent soudain un abîme se creuser sous ses pas et se demande si ce qu’il voit est la réalité ou les fantasmes d’un homme. Ce film a pour sujet la schizophrénie »[20].

L'adaptation est cependant très partielle puisque dans le film, s'agissant de la partie commune du scénario (du début jusqu'à l'attaque par les hommes de Cohaagen) :
- le héros est le sauveur de la planète Mars, où se déroule la plus grande partie de l'action (alors que dans la nouvelle, l'intégralité de l'action se déroule sur Terre),
- les services secrets de Cohaagen sont malveillants (alors que l'Interplan de Dick est un organisme neutre),
- l'épouse Lori (Kirsten dans la nouvelle) est une espionne chargée de surveiller Douglas (ce qui n'est pas le cas dans la nouvelle).

Certains éléments sont inspirés du Guide du voyageur galactique de Douglas Adams comme l'idée du robot très poli et prévenant, la serviette autour de la tête ou encore la prostituée à trois seins.

## Dans la culture
- Sur l'album Paniac, Billy Ze Kick s'inspire du film comme thème pour sa chanson IMBL (Implant Memory Bank Limited)[22]. Le manga Cobra s'inspire d'une histoire similaire[réf. nécessaire].
- Dans la saison 3, épisode 9 de Rick et Morty : la petite-amie de Jerry possède 3 seins, comme la prostituée qui fait des avances à Arnold Schwarzenegger dans le film[23].

## Remake
Total Recall : Mémoires programmées sort en 2012. Il est à mi-chemin entre une seconde adaptation de la nouvelle de Philip K. Dick et un remake du film de Paul Verhoeven. Il est mis en scène par Len Wiseman, d'après un scénario de Kurt Wimmer, Mark Bomback et James Vanderbilt. Colin Farrell y reprend le rôle rendu célèbre par Arnold Schwarzenegger, tandis que Kate Beckinsale succède à Sharon Stone. Les critiques le trouvent beaucoup moins bon que l'original.